# Battaglia di Sari Bair
La battaglia di Sari Bair fu combattuta dal 6 al 21 agosto 1915, durante la prima guerra mondiale. La battaglia ebbe luogo sulla penisola turca dove sorge Gallipoli, ed è la cosiddetta "offensiva d'agosto" con la quale le forze dell'Impero britannico cercarono di prendere possesso dello stretto dei Dardanelli, allora in mano ai turchi.

## Antefatti
La massiccia offensiva su tutto il fronte britannico, fu pianificata dal comandante Ian Hamilton, dopo lo sbarco di rinforzi alla baia di Suvla, a nord dell'Anzac Cove.
Lo sbarco a Suvla aveva lo scopo di rendere sicura la Collina Anafarta, mentre un difficile attacco secondario dall'Anzac Cove doveva prendere il controllo della cresta Sari Bair.

## Il piano
Il successo, sia sulla baia di Suvla che a Sari Bair, era indispensabile per ottenere il controllo delle alture centrali della penisola. Ottenuto il controllo della parte centro-meridionale della penisola il controllo dello stretto sarebbe stato assicurato.
L'offensiva di Hamilton consisteva nell'attirare i turchi a sud, con un attacco da Capo Elles, per impedire che potessero dirigersi a nord, verso la baia di Suvla. Il comandante delle truppe all'Anzac Cove, William Birdwood, aveva sempre desiderato muoversi verso nord per prendere Sari Bair, ma Hamilton, a ragione, insistette il contrario per via delle scarse risorse, soprattutto dopo l'arrivo di nuovi rinforzi turchi.
Il generale Hamilton riutilizzò il piano di Birdwood, assegnando alle divisioni sbarcate nella baia di Suvla l'obiettivo di catturare Sari Bair.
Il nuovo piano però richiedeva il movimento di due brigate dall'Anzac Cove, lungo la costa sull'Egeo, che si sarebbero così spostati da est sul fianco ovest, dietro a Sari Bair. Il controllo della cresta, oltre a dare vantaggio strategico, impediva ai turchi di usarla per respingere lo sbarco nella spiaggia di Suvla.
Per l'operazione sbarcarono 25 000 uomini che si aggregarono alle forze australiane e neozelandesi di Birdwood, le quali raddoppiarono il loro numero, arrivando a 45 000 soldati. L'avanzata dall'Anzac Cove iniziò il 6 agosto dal generale Godfrey, che guidò 22 000 uomini lungo la costa egea anche se vennero rallentati dai cecchini turchi.

## I contrattempi dell'Intesa
Nonostante la necessità di rapidi progressi, l'avanzata verso nord trovò subito delle difficoltà, dovendo attraversare creste e gole con un caldo soffocante. Di conseguenza, le forze dell'Anzac si trovarono prive degli obiettivi da conquistare il primo giorno, ovvero la cresta Chunuk Bair e la Quota Q.
Nel frattempo un pesante attacco diversivo lanciato dall'Anzac Cove verso Lone Pine, a sud, continuò per tutto i 6 e il 7 agosto, finché numerose trincee turche non caddero nelle mani britanniche, l'8 agosto. Conseguentemente al combattimento corpo a corpo per catturare le trincee turche furono assegnate sette Victoria Cross. Sfortunatamente per i britannici l'attacco sul Lone Pine non ebbe il favore sperato. Le riserve turche, richiamate al fronte, furono ben piazzate per raggiungere il Sari Bair, una volta compresa la sua importanza.
Hamilton comprese che le divisioni fresche appena sbarcate sulla spiaggia di Suvla, dovevano supportare le operazioni di Birdwood. Il comandante a Suvla, sir Frederick Stopford, decise di continuare a rinviare gli aiuti per Birdwood, il quale decise di attaccare Sari Bair, l'8 agosto, senza i soccorsi di Stopford.
Una delle brigate neozelandesi di Birdwood riuscì a prendere possesso della cresta di Chunuk Bair, ma fu costretta ad abbandonare la posizione due giorni dopo, sotto i colpi dell'artiglieria turca.
Un altro problema fu quello affrontato da un battaglione Gurkha indiano che tentò di conquistare la Quota Q. Una volta presa la collina e costretto i turchi alla ritirata, furono anch'essi costretti a retrocedere per un bombardamento navale errato che colpì le loro posizioni.
Nel frattempo il comandante turco, Mustafa Kemal Atatürk, richiamò ulteriori rinforzi, con il risultato che due pesanti contrattacchi furono lanciati da Chunuk Bair, il 10 agosto.

## Il fallimento
L'intera operazione a Sari Bair dipendeva da una rapida avanzata dell'Intesa verso la cresta, per consolidare le posizioni sulla sommità della cresta. Il fallimento delle manovre fu dovuto ad una serie di contrattempi, una mancanza totale di coordinamento interforze e alla mancata assistenza del generale Stopford.

## La fine dei combattimenti
A vincere ancora una volta furono le truppe turche che riuscirono a fermare l'avanzata nemica. I turchi persero dai 9 ai 20 000 uomini mentre i britannici circa 12 000. Il nuovo obiettivo per Hamilton era di unire le forze sbarcate a Suvla con quelle dell'Anzac Cove, distanti appena 5 km, dando di fatto luogo alla battaglia di Scimitar Hill e alla battaglia di Quota 60.